# Presbytini
Presbytini — це триба мавп Старого Світу, яке включає всіх азійських колобінів.

## Класифікація
триба Presbytini
- рід Trachypithecus
- рід Presbytis
- рід Semnopithecus
- рід Pygathrix
- рід Rhinopithecus
- рід Nasalis
- рід Simias
- рід † Mesopithecus